# جون دبليو. فرازر
جون دبليو. فرازر (بالإنجليزية: John W. Frazer)‏ هو ضابط وشخصية أعمال أمريكي، ولد في 6 يناير 1827 في مقاطعة هاردن في الولايات المتحدة، وتوفي في 16 مارس 1906 في نيويورك في الولايات المتحدة.